# How I Killed Pluto and Why It Had It Coming
How I Killed Pluto and Why It Had It Coming é um livro de 2010 escrito por Michael E. Brown, astrônomo do Instituto de Tecnologia da Califórnia, considerado o principal responsável pela recategorização de Plutão de planeta à planeta-anão.

## Descrição
O livro é uma obra de não-ficção, que conta os acontecimentos que rodearam o evento sobre o rebaixamento de Plutão de seu status planetário. Ele narra a descoberta de Éris, um planeta anão maior que Plutão, localizado dentro do cinturão de Kuiper, além da órbita neptuniana. Alguns eventos citados são a dificuldade de aceitar a mudança das crenças científicas sustentada por muitos séculos (algo que faz parte do método científico), e a votação ocorrida em 2006 realizada pela União Astronômica Internacional para retirar Plutão do modelo dos nove planetas do Sistema Solar.

## Críticas
As críticas do livro foram positivas, com James Kennedy do Wall Street Journal, descrevendo o livro como uma "viva e agradável crônica sobre a busca por novos planetas e o eventual rebaixamento de Plutão de sua classificação planetária". Janet Maslin do New York Times o chamou de "um livro com memórias curtas de um pesquisador, ansioso para agradar".